# Chalinolobus tuberculatus
Chalinolobus tuberculatus е вид прилеп от семейство Гладконоси прилепи (Vespertilionidae). Видът е уязвим и сериозно застрашен от изчезване.

## Разпространение и местообитание
Разпространен е в Нова Зеландия (Северен остров и Южен остров).
Обитава гористи местности и плантации в райони с умерен климат, при средна месечна температура около 9,5 градуса.

## Описание
Популацията на вида е намаляваща.